# Falsilatirus suduirauti
Falsilatirus suduirauti is een slakkensoort uit de familie van de Buccinidae. De wetenschappelijke naam van de soort is voor het eerst geldig gepubliceerd in 1995 door Bozzetti.